# Kapuzinerkirche (Bruneck)

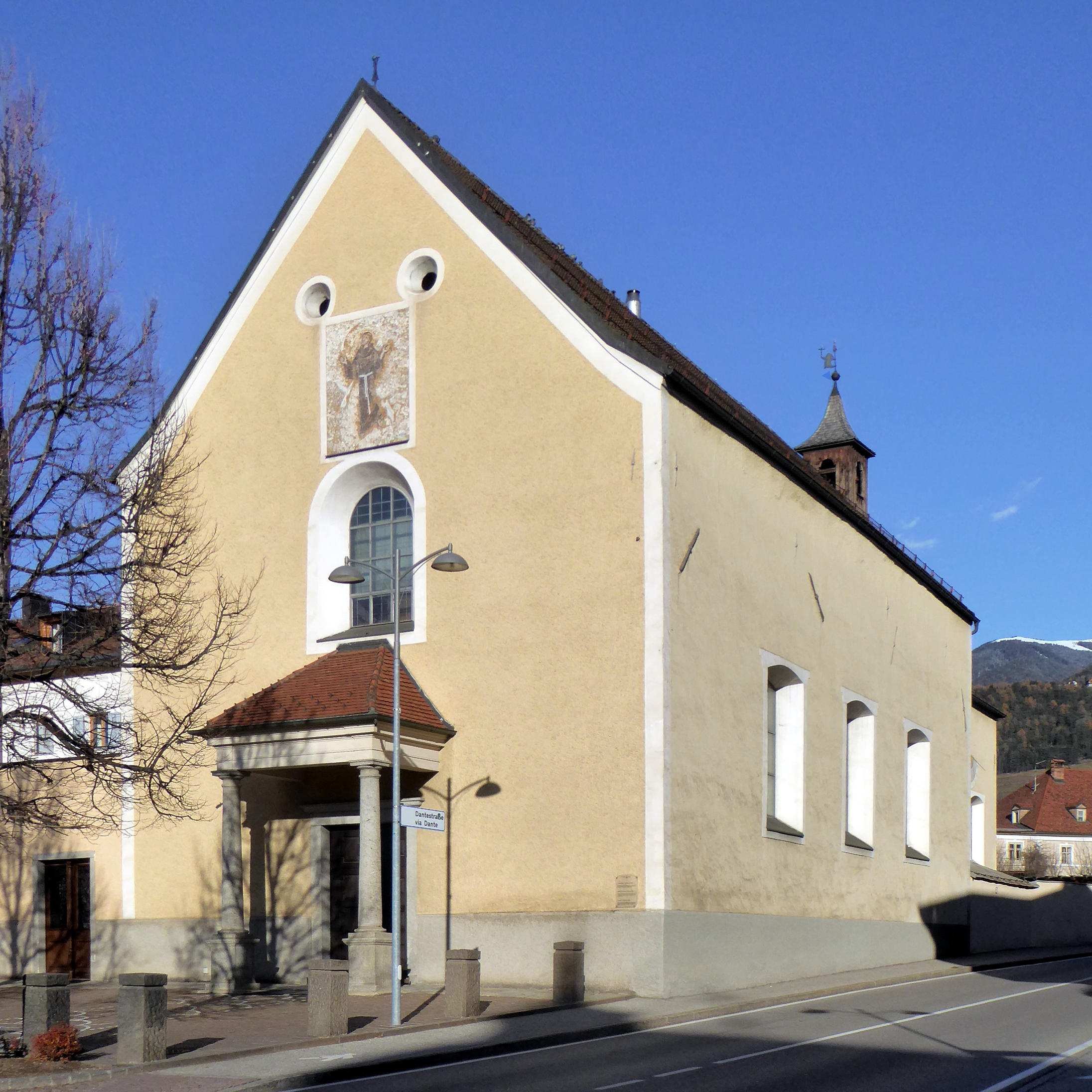
Kapuzinerkirche von Südwesten

Die Kapuzinerkirche zur heiligsten Dreifaltigkeit ist eine Ordenskirche in der Südtiroler Stadt Bruneck, die zum Dekanat Bruneck der Diözese Bozen-Brixen gehört. Sie steht unter Denkmalschutz.

## Geschichte
Nach Genehmigung des Brunecker Stadtrates 1625 siedelte sich der Kapuzinerorden in der Stadt an. Es wurde ihm für den Bau einer Klosterkirche das Areal der ehemaligen Schmelzhütte des Ahrner Kupferbergwerks am Spitalsanger (heute Kapuzinerplatz) zugewiesen. Unter der Bauleitung von Pater Michael (Fieger von Friedberg) fand die Errichtung der Kirche statt, die 1628 eingeweiht werden konnte, das Kloster hingegen konnte erst 1630 fertiggestellt werden. 1723 fielen sowohl Kirche als auch Kloster einem großen Stadtbrand zum Opfer, wurden aber umgehend wieder aufgebaut.

## Baubeschreibung
Die Kirche besitzt das für den Kapuzinerorden typische schlichte Aussehen. Der abgesetzte Chor schließt gerade ab, an der linken Langhausseite ist eine Seitenkapelle angebaut. Am Dach befindet sich ein hölzerner Dachreiter. An der Stirnseite ist über dem Portal ein Mosaikbild des heiligen Franz von Assisi zu sehen, das 2006 von der Firma Arte Poli aus Verona geschaffen wurde.
Im Inneren werden Langhaus und Chorraum von Tonnengewölben gedeckt. An der linken Seite öffnet sich ein Rundbogen zur Marienkapelle. Josef Bachlechner der Ältere schuf um 1900 die Altäre der Kirche. Das Hochaltarbild zeigt die heiligen Franziskus und Antonius, darüber die Dreifaltigkeit über Bruneck. Es stammt von einem unbekannten Künstler aus der Bauzeit, etwa 1628. Auf den Altarseitenbildern sind Johannes der Täufer und Johannes Evangelist zu sehen. Altar und Bild in der Marienkapelle wurden von Georg Freiberger um 1905 geschaffen. Auf der vorschwingenden Empore befindet sich eine Orgel der Firma Reinisch-Pirchner von 1994.

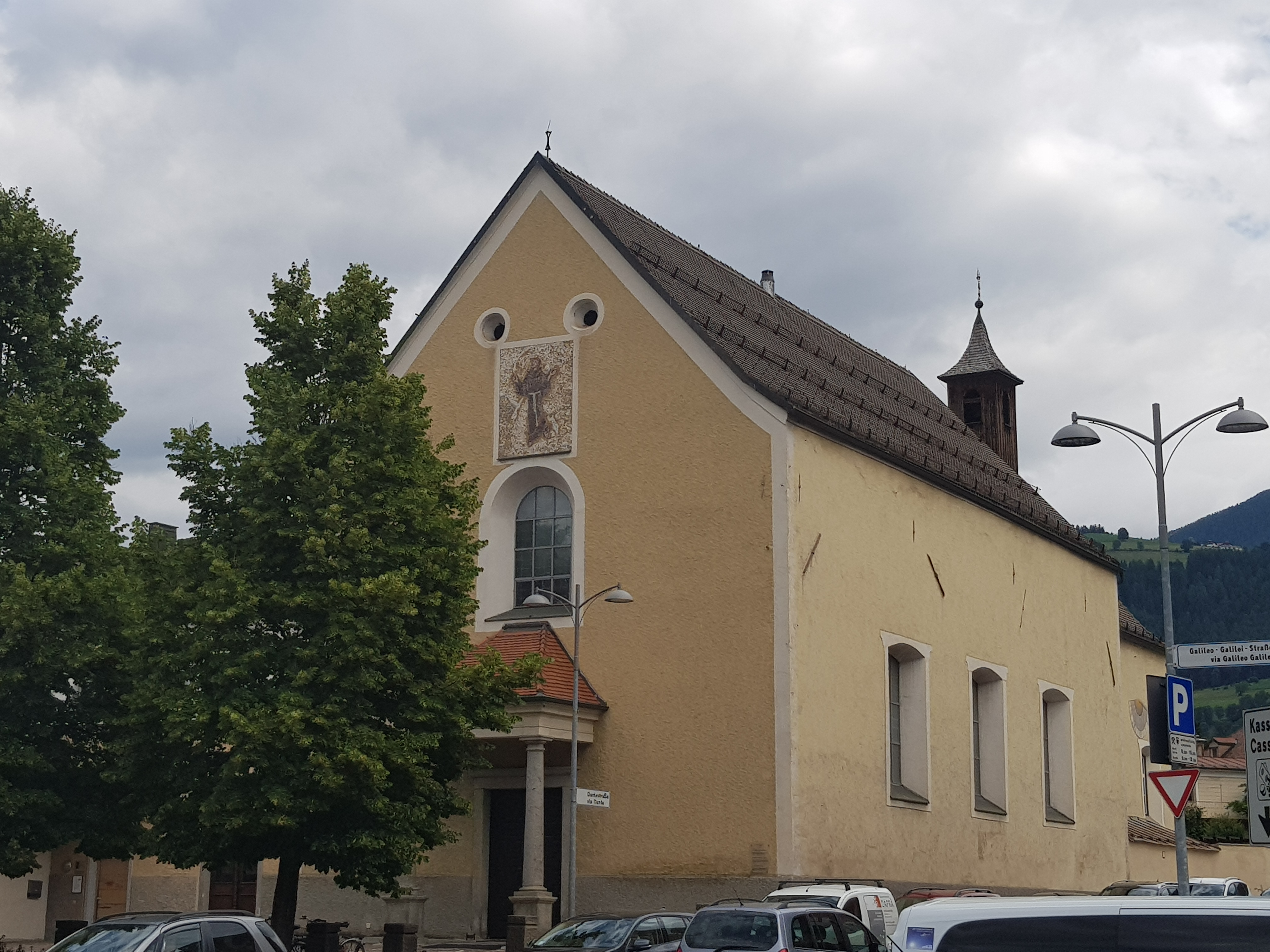
Kirche mit Portalfront
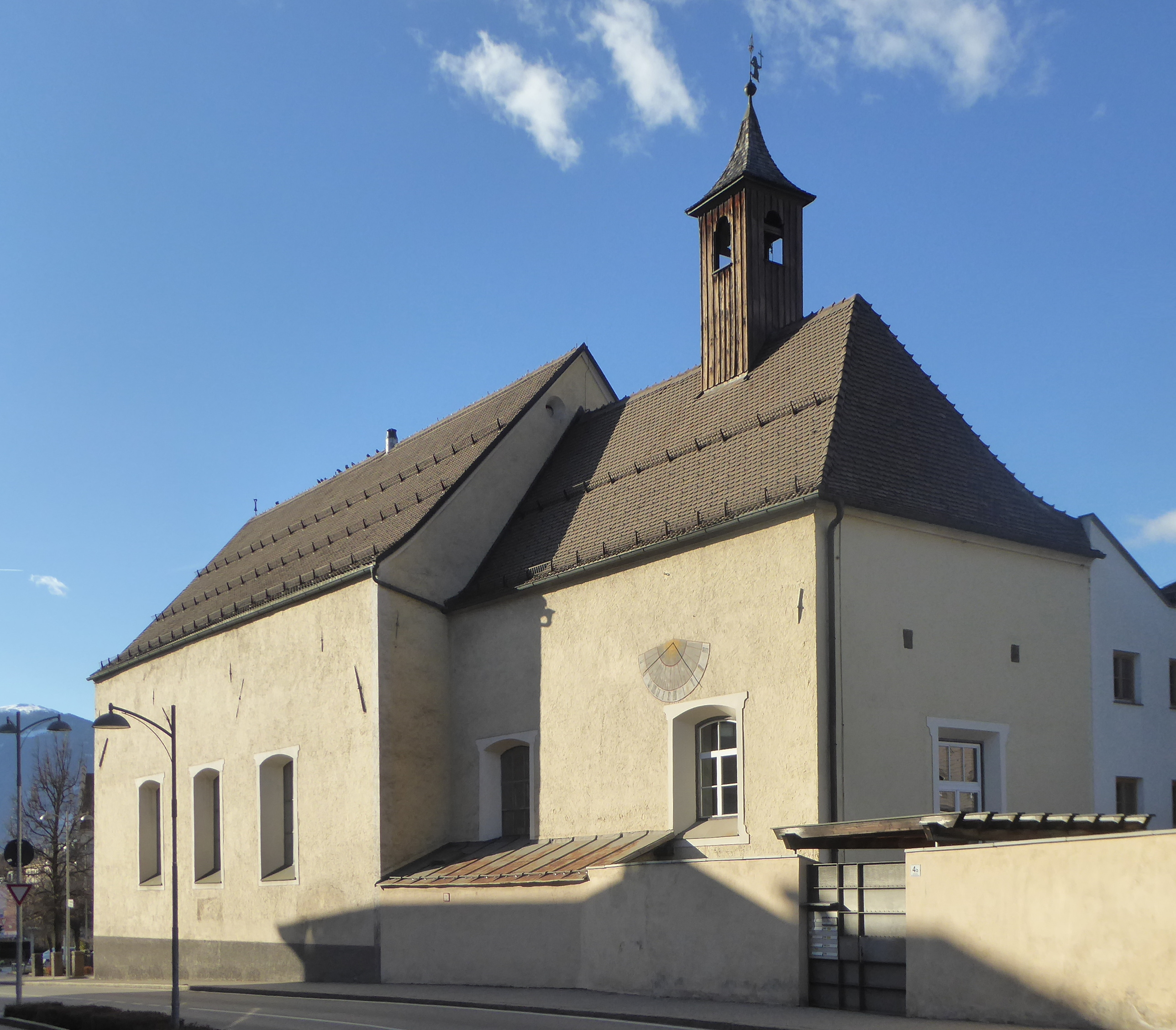
Kirche von Osten mit Chor
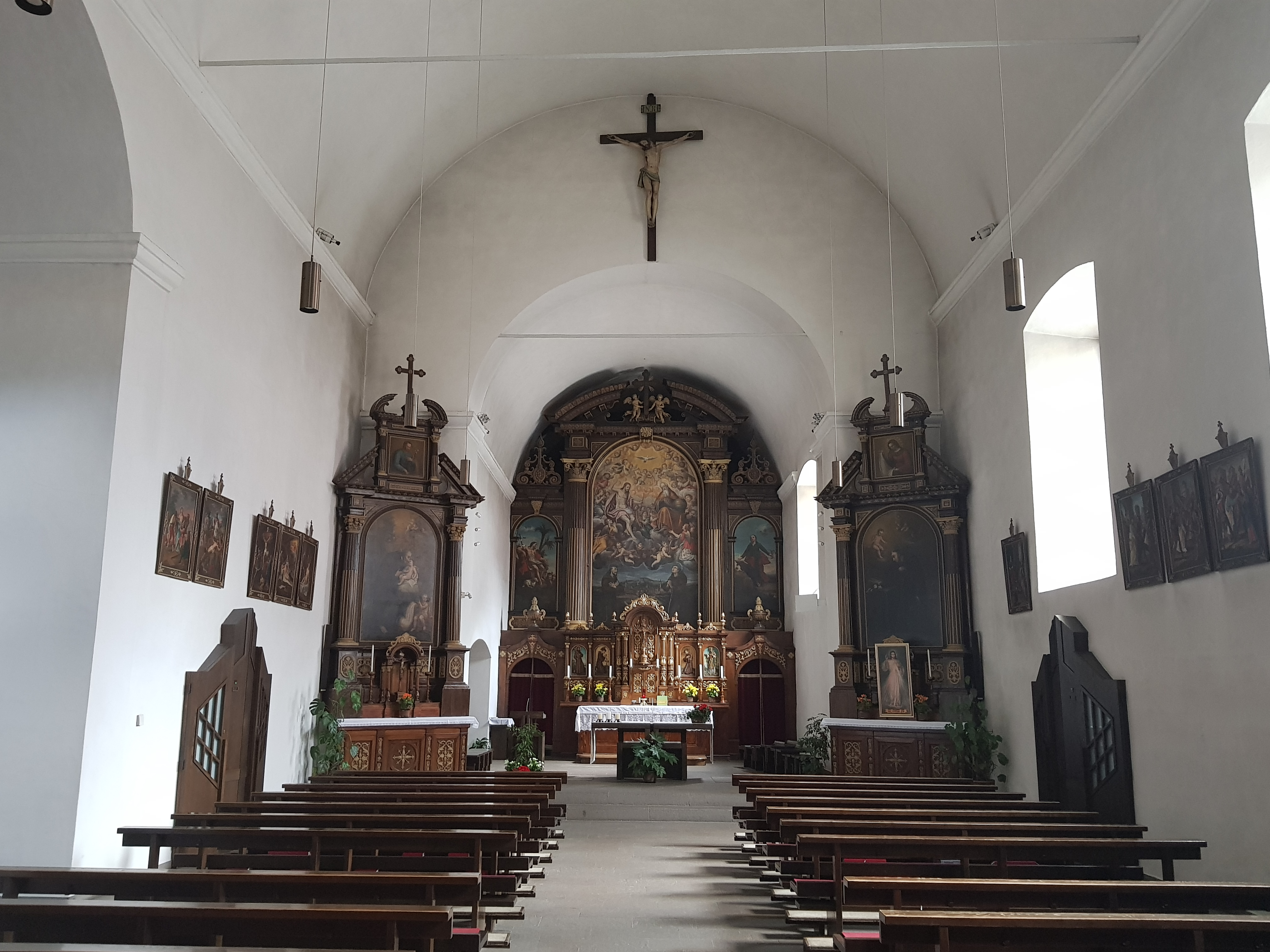
Innenraum der Kirche